# Karin Blüher

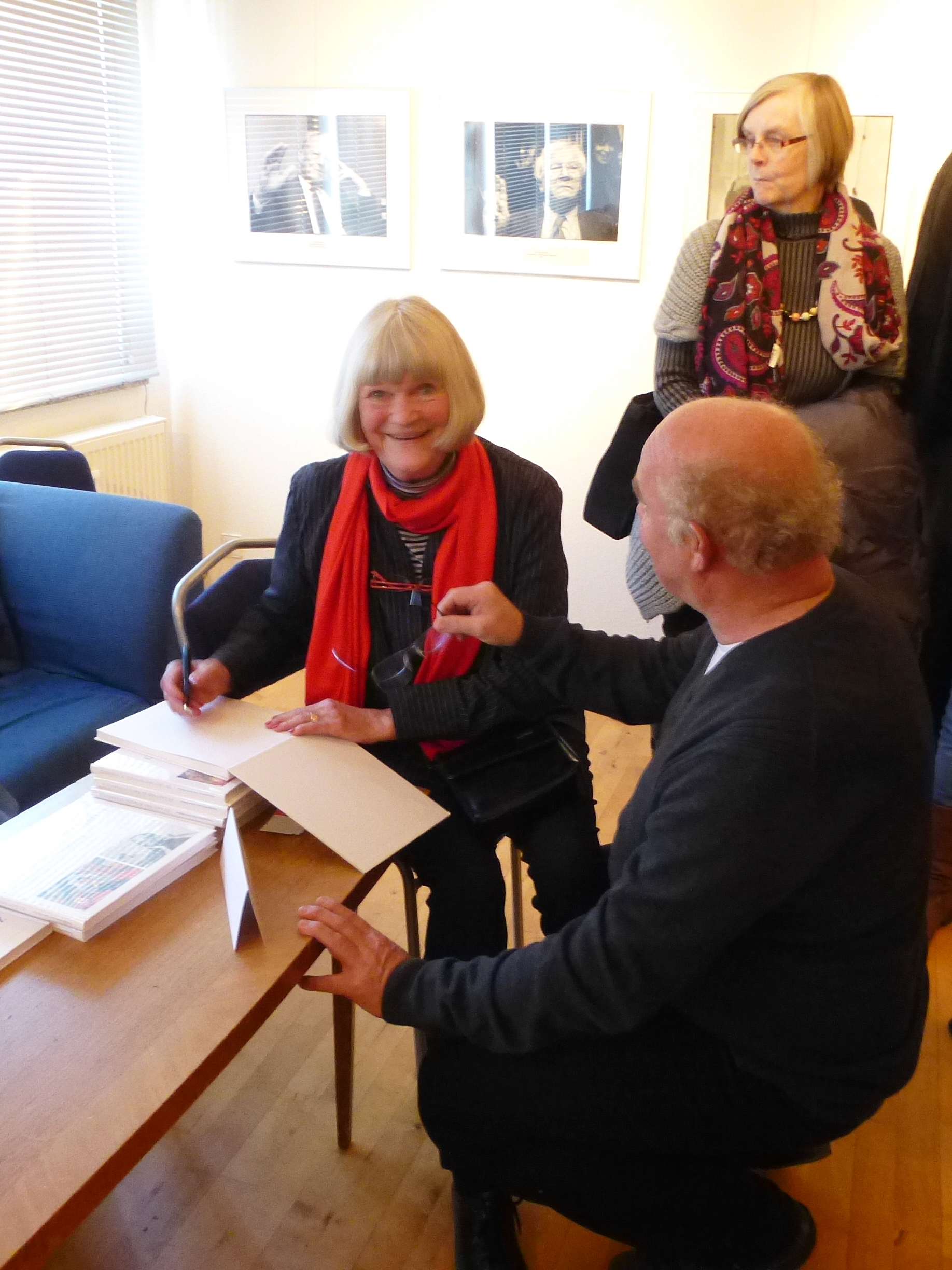
Karin Blüher (2015)

Karin Blüher (* 18. April 1937 in Hannover) ist eine deutsche Fotografin, Pressefotografin und Autorin.

## Leben
Karin Blüher durchlief nach ihrer Schulausbildung in der Nachkriegszeit von 1955 bis 1958 eine Lehre zur Fotografin in ihrer Heimatstadt Hannover. Anschließend arbeitete sie als Fotografin in verschiedenen  Werbeagenturen in Hamburg und Bremen.
Von 1960 bis 1966 wirkte Blüher als Mitarbeiterin bei der Verlagsgesellschaft Madsack & Co. Von 1966 bis 2002 arbeitete Karin Blüher als Pressefotografin bei der Hannoverschen Allgemeinen Zeitung.
1972 war Karin Blüher Mitbegründerin einer der ersten Fotogalerien Europas, der Fotogalerie Spectrum, die vom Sprengel Museum Hannover übernommen wurde.
2002 machte sich Blüher als freie Fotografin selbständig. Neben Publikationen in Theaterzeitschriften, Büchern und Kunstkatalogen beschickte sie verschiedene eigene und Gemeinschaftsausstellungen mit ihren Werken.

## Ausstellungen

### Gemeinschaftsausstellungen
- 1972 " Gesichter", Spectrum Galerie
- 1976 "Interpretation des Workshop" Hannover
- 1977 "Photographie in Hannover" Handwerksform
- 1997 "Photojournalismus in 50 Jahren Niedersachsen" Siemens

### Einzelausstellungen
- 1989 "Schrebergärten" Galerie IBM
- 2000 "Ansichten" Schloss Landestrost   Neustadt
- 2006 "Bekannte - Unbekannte Menschen in Hannover", Galerie E-Damm 13
- 2008 "Zu GAST und ZU HAUSE" in Hannover -  Städtische Galerie KUBUS, Hannover
- 2009 Kunstverein Burgwedel/Isernhagen  "ZU GAST UND ZU HAUSE"
- 2015  " Menschenbilder" Studio Arcus Hannover

## Werke (Auswahl)
- Hannover: Landeshauptstadt, Messestadt, 10. Auflage, mit Fotografien von Karin Blüher u. a., Hannover: Steinbock Verlag, 1969
- Richard Jakoby (Hrsg.): Staatliche Hochschule für Musik und Theater Hannover. Struktur, Zielsetzungen, Geschichte, mit Textbeiträgen von Richard Jakoby, Zeichnungen von Hanns Jatzlau et al. Fotos von Karin Blüher u. a., Hannover: Madsack, 1973
- Karin Blüher, Bruno Hoffmann: Das Bothfeld Gefühl beim Schaffen der Zweiten Freien Waldorfschule in Hannover, Hannover: Plasma Edition, 1983
- Jörg Albrecht, (Text), Karin Blüher (Fotos): Schrebergärten, Braunschweig: Westermann, 1989, ISBN 978-3-07-508998-9 und ISBN 3-07-508998-2; Inhaltsverzeichnis
- Ursula Hansen (Text), Karin Blüher (Fotos): Handel und Konsumkultur. Einkaufsszenen im hannoverschen Handel, Bildband, Hannover : Fackelträger, 1993, ISBN 978-3-7716-1562-8 und ISBN 3-7716-1562-3
- Zu Gast und zu Hause in Hannover. Fotografien von Karin Blüher, Bildband, Hannover: Karin Blüher, 2008, ISBN 978-3-00-025860-2